# Чибилинское сельское поселение
Чибилинское се́льское поселе́ние — муниципальное образование в Улаганском муниципальном районе Республики Алтай Российской Федерации.
Административный центр — село Чибиля.

## История
Статус и границы сельского поселения установлены Законом Республики Алтай от 13 января 2005 года № 10-РЗ «Об образовании муниципальных образований, наделении соответствующим статусом и установлении их границ».

## Население
| 2010  | 2011  | 2012  | 2013  | 2014  | 2015  | 2016  | 2017  | 2018  |
| ----- | ----- | ----- | ----- | ----- | ----- | ----- | ----- | ----- |
| 1020  | ↗1021 | ↘1000 | ↗1002 | ↗1008 | ↗1020 | ↗1043 | ↘1037 | ↗1060 |
| 2019  | 2020  | 2021  |       |       |       |       |       |       |
| ↘1045 | ↗1055 | ↗1086 |       |       |       |       |       |       |

## Состав сельского поселения
| № | Населённый пункт | Тип населённого пункта       | Население |
| - | ---------------- | ---------------------------- | --------- |
| 1 | Чибиля           | село, административный центр | ↗699      |
| 2 | Кара-Кудюр       | село                         | ↘344      |